# Cleopa Ilie
El archimandrita Cleopa Ilie (10 de abril de 1912, distrito de Botoșani - 2 diciembrie 1998, Monasterio Sihastria, distrito de Neamt) fue un reconocido starets de la Iglesia Ortodoxa Rumana, quizá su más significativo representante durante el siglo XX.
Fue canonizado por la iglesia ortodoxa el 12 de julio de 2024.

## Vida
El Padre Cleopa (quien al nacer fue bautizado con el nombre de Constantin) creció en el seno de una humilde familia campesina, siendo el quinto hijo de un total de diez. Cursó la escuela primaria en su aldea natal, cumpliendo después tres años de aprendizaje espiritual al lado del ieromonje Paisie Olaru, entonces retraído a la ermita de Cozancea.
En diciembre de 1929 se muda a la ermita Sihastria, junto a su hermano mayor, Vasile. El 12 de diciembre de 1932, justo el día del Santo Jerarca Spiridon (de Corfú), son recibidos oficialmente como parte de la comunidad del religiosos. En 1935 se cumple con la obligación de prestar servicio militar, en Botoșani. En 1936 regresa a la ermita, donde es tonsurado el 2 de agosto de 1937, recibiendo el nombre de "Cleopa". En junio de 1942 es nombrado egumen interno, debido al estado de salud del entonces starets, Ioanichie Moroi. El 27 de diciembre de 1944 este ordenado ierodiácono (monje-diácono), y el 23 de enero de 1945 ordenado como ieromonje por parte del Obispo Galaction Cordun, quien era starets del Monasterio Neamt. 
En 1947, la ermita de Sihastria es elevada al nivel de monasterio, y el Padre Cleopa Ilie es nombrado archimandrita, con la autorización emitida por el Patriarca Nicodim Munteanu. En 1948, vigilado constantemente por la Securitate, se retira durante seis meses a las áreas boscosas circundantes del Monasterio Sihastria, y el 30 de agosto de 1949, asume como starets del Monasterio Slatina del distrito de Suceava, a donde había sido transferido junto a 30 monjes de Sihastria, por órdenenes el nuevo Patriarca, Justinian Marina.
En el Monasterio Slatina se logra reunir una comunidad de más de 80 personas. Entre 1952-1954, vuelve a ser controlado de cerca por la Securitate y se retira al Monte Staniaoara, junto al ieromonje Arsenie Papacioc. Es hasta después de 2 años que regresa al monasterio, aunque no por mucho tiempo; en la primavera  del año 1959, se retira nuevamente a las montañas de Neamt, en donde permanece por los siguientes 5 años. Regresa al Monasterio Sihastria en otoño de 1964, como "duhovnic" o "Padre Espiritual" de la comunidad, y recibe diariamente en su celda, sin interrupción, monjes y feligreses, durante 34 años.

Fallece el 2 de diciembre de 1998 y es sepultado en el pequeño cementerio del Monasterio Sihastria, a donde hasta el día de hoy su tumba es visitada por miles de peregrinos cada año. 

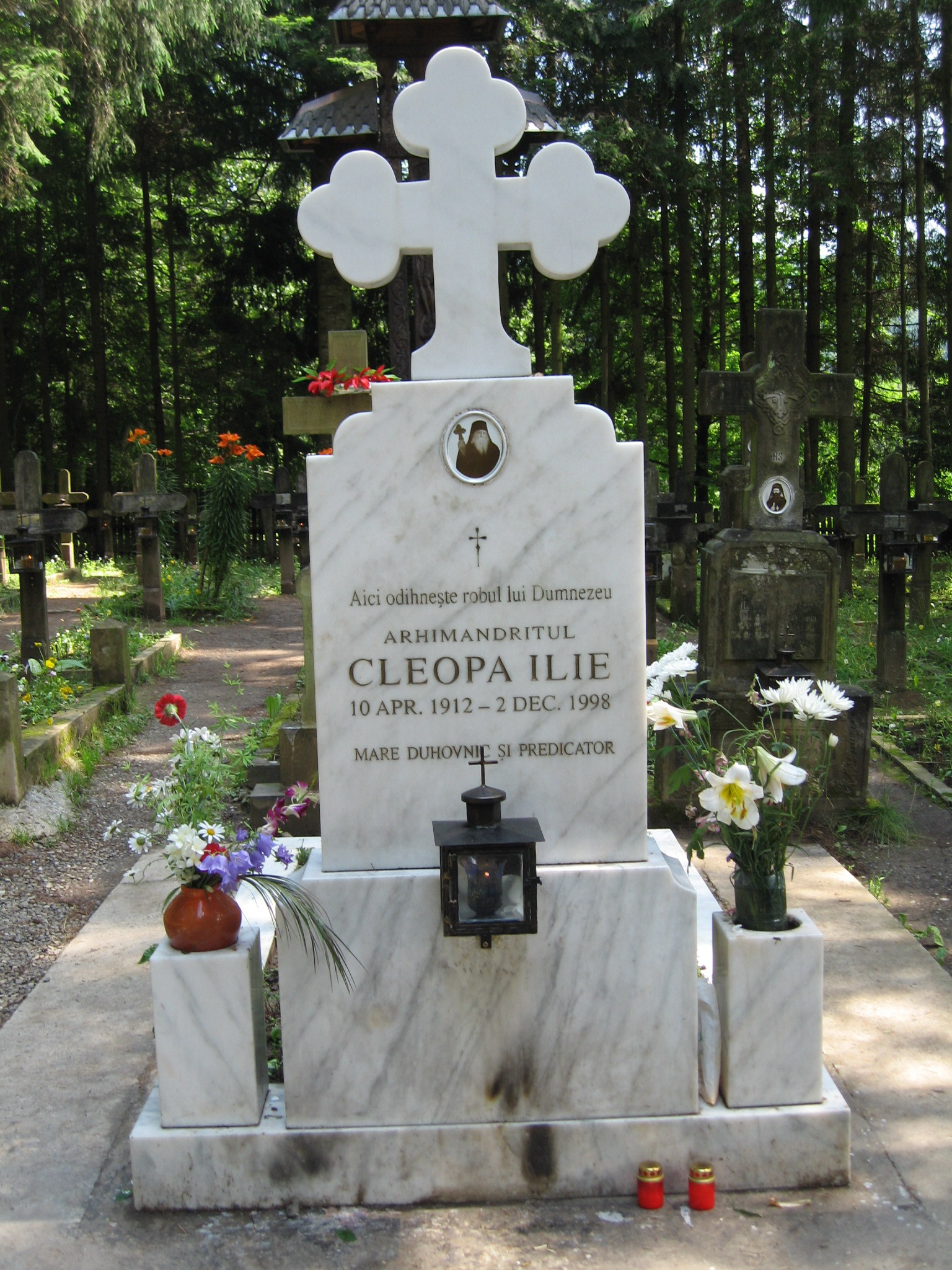
Sepulcro del Archimandrita Cleopa Ilie.

## Obra escrita
- Despre credinţa ortodoxă (Sobre la Fe Ortodoxa). Bucarest, 1981.
- Predici la praznice împărăteşti şi sfinti de peste an (Sermones en las fiestas reales y de los santos durante el año). Ed. Episcopiei Romanului, 1986.
- Predici la Duminicile de peste an (Sermones de los domingos del año). Ed. Episcopiei Romanului, 1990.
- Valoarea sufletului (El valor del alma). Galaţi, 1991.
- Urcuş spre înviere (En la cuesta de la resurrección).Mănăstirea Neamţ, 1992.
- Despre vise şi vedenii (Sobre sueños y visiones). Bucarest, 1993.